# 卢浮宫广场
卢浮宫广场（Place du Louvre）是法国巴黎的一个广场，位于卢浮宫的东侧，南面是卢浮宫码头（Quai du Louvre）和塞纳河。卢浮宫广场酒店也位于此处，俯瞰着卢浮宫。